# Bergborr

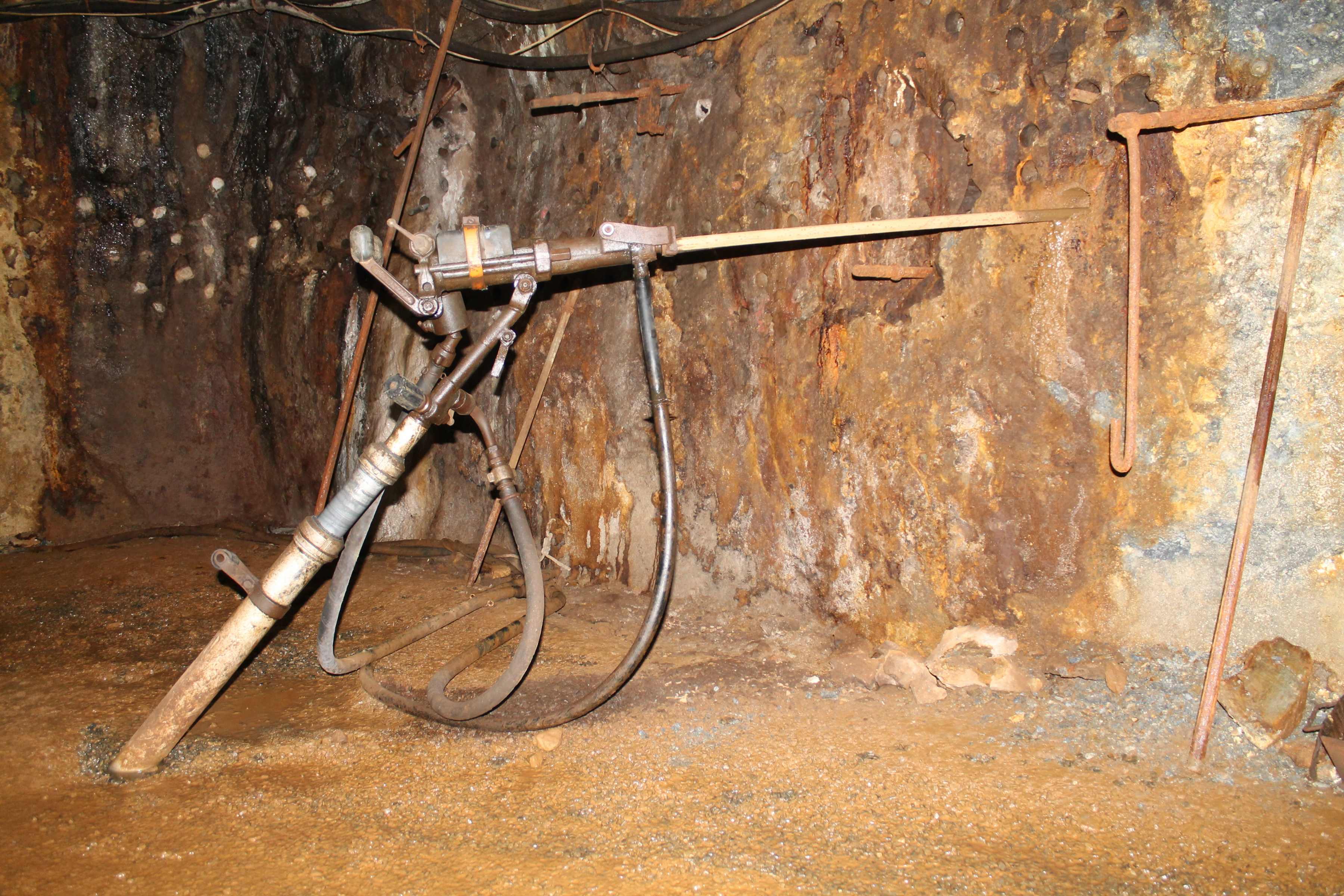
Bergborr med stöd.

Bergborr är ett redskap för borrning i berg.
Den klassiska bergborren består av en stålstång, i ena änden försedd med en eller flera härdade eggar, vanligen kallade borrskär. I borrstångens andra ände, vilken vanligen är härdad och ofta särskilt utformad kallas borrnacken. Traditionellt har borren drivits in i stenen med släggor, en så kallad borrslägga. Vid handborrning används åttakantiga borr, navare, försedda med ett mejselskär. Man har även skiljt mellan enmansborrning och tvåmansborrning, i det senare fallet skötte en man släggan och den andra navaren. I Sverige där man ofta använde tunga släggor kunde man nå ganska hög effekt med handborrning och introduktionen av maskinborrar dröjde därför.
Vid maskinborrning används vanligen borr av runt eller sexkantigt stål, massivt eller ihåligt, beroende på maskinens arbetssätt. Maskinborrarna kan vara 4-skäriga (korsborr) eller 6-skäriga. Den koniska delen av borrstången kallas vanligen borrkrona.
En kolvborrmaskin konstruerades redan i Europa av James Nasmyth 1844 och i USA 1848 av Jonathan J. Couch. Det var dock först i samband med byggandet av Mont Cenistunneln 1857-1870, där handborrarna visade sig inte bita på det hårda berget som maskinborrarna kom att drivas framåt. Fransmannen Cavé tog 1851 patent på en stötborrmaskin driven av tryckluft. 1856 konstruerade Schumann i Freiberg en annan tryckluftsborr, som kom att användas i gruvorna där. Byggmästaren vid Persbergs gruvor konstruerade 1865 baserat på denna en bergborrmaskin som i flera avseenden visade sig överlägsen denna, men de var dock fortfarande underlägsna handborrarna.
1874 lämnade Järnkontoret bidrag till försök med maskinborrar, varvid man fann att borrar av amerikanerna Rand och Ingersolls konstruktioner, vid sidan av de svenskkonstruerade av Schram visade sig vara mest effektiva.
Bergborrar förekommer som helstångsborrar eller som skarvborrar, den senare med gängor för att vid behov kunna förlänga borrstången. I lösa bergarter används oftast roterande skärande borrning och vid hårda bergarter roterande krossande borrning. Tryckluftsborrar har sedan andra hälften av 1900-talet varit det vanligaste.